# کاروانسرای نو گنبد
کاروانسرای نو گنبد مربوط به دوره صفوی - دوره قاجار است و در شهرستان نائین، روستای نوگنبد واقع شده و این اثر در تاریخ ۳۰ تیر ۱۳۸۴ با شمارهٔ ثبت ۱۲۱۲۰ به‌عنوان یکی از آثار ملی ایران به ثبت رسیده است.